# Asbjørn Hellemose
Asbjørn Hellemose (* 15. Januar 1999 in Galten) ist ein dänischer Radrennfahrer, der vorwiegend im Straßenradsport aktiv ist.

## Sportlicher Werdegang
Mit dem Radsport begann Hellemose beim heimischen Hammel Cykle Klub. 2021 zog er aufgrund seines Studium nach Como um und schloss sich dem Velo Club Mendrisio an. 2020 machte er erstmals international auf sich aufmerksam durch den neunten Gesamtrang beim Giro Ciclistico d’Italia sowie den fünften Platz bei Il Piccolo Lombardia. 2021 konnte er sich beim Giro Ciclistico d’Italia auf den fünften Gesamtrang verbessern, beim Giro della Valle d’Aosta kam er bei der Bergankunft der dritten Etappe als Zweiter ins Ziel. 
Noch in der Saison 2021 erhielt Hellemose die Möglichkeit, als Stagiaire für das Team Trek-Segafredo, zur Saison 2022 wurde er fest in das UCI WorldTeam übernommen. In den zwei Jahren im Team konnte er sich nicht etablieren und blieb ohne eine einzige Top-10-Platzierung, in der Folge wurde sein Vertrag nicht verlängert. Nachdem er auch kein anderes Team gefunden hatte, wurde er 2024 Mitglied im Swatt Club, einem italienischen Gravel-Team, mit dem er auch überwiegend an Gravelrennen teilnahm. 
2025 kehrte er mit dem Team Jayco AlUla in den professionellen Straßenradsport zurück.